# Lorenz Frølich
Lorenz Frølich (Hellerup, Dinamarca 25 de octubre de 1820-Copenhague, Dinamarca 25 de octubre de 1908) fue un pintor, ilustrador y aguafuertista danés conocido principalmente por sus grabados históricos y mitológicos, aunque también ejecutó encargos decorativos en la Corte de Apelaciones en Flensburg y pinturas en el techo en el Castillo de Frederiksborg entre otras pinturas. Era el hijo de Mr. John Jacob Frølich y Vilhelmine Paulina Tutein. En 1855 se casó en París con Carolina Charlotte quien murió unos años después. 

## Educación
Lorenz Frølich fue uno de los representantes más importantes de la pintura e ilustración de la mitología nórdica y las leyendas danesas. Estudió primeramente arte en Copenhague, a pesar de la oposición de su familia, bajo la dirección de Christoffer Wilhelm Eckersberg, Martinus Rørbye, Christen Købke y Herman Wilhelm Bissen. En 1840 se trasladó y continúo sus estudios artísticos en Dresde y Munich, donde estudiaría con Eduard Bendemann y sería influenciado por pintores románticos como Joseph von Führich y Adrian Ludwig Richter En 1846 se trasladó a Italia donde vivió hasta 1851, año en el que se mudó a París, ahí, estudió junto a Thomas Couture durante algunos años. Visitó Dinamarca en 1954 y regresó nuevamente a París.

## Obra
En París, de 1856 a 1858, se concentró en la pintura histórica. Sin embargo, su mayor fama la ganó en 1873 como artista gráfico, grabador e ilustrador en grandes y pequeños formatos, de lo cual se destaca: Cupido y suite de Psique, algunos dibujos animados, Hero y Leandro, las ilustraciones en aguafuerte de los libros de Adam Kristoffer Fabricius La broma de Utgard "Gjøgleriet Utgård", y la Historia de Dinamarca y en 1883 crea la gran serie de "Los Dioses Nórdicos" para los Edda poética entre otros. En estas obras se percibe la percepción romántica confluida con la percepción de la antigua Escandinavia que desemboca en composiciones plásticas sorprendentes.
La fantasía y la línea en la que revela su origen nórdico y sus percepciones románticas son características del arte Frølich. Su dibujo puede carecer de la grandeza y carácter, y su coloración no es emblemática. Sin embargo, su método de composición , su gran forma de hacer crear y disponer magníficamente elementos ornamentales y su inagotable inventiva hicieron de él un ilustrador y grabador famoso, y uno de los más grandes artistas plásticos Daneses. 

## Galardones
En 1877, fue nombrado miembro de la Real Academia de Bellas Artes de Copenhague en Dinamarca. 
En 1890, fue nombrado miembro de la Real Academia de Bellas Artes de Copenhague en Dinamarca. 
También es reconocido por la destacable y notable decoración de la corte de Flensburg así como de varios edificios públicos en su país natal.

## Algunas obras (títulos en inglés)
- King Harald Bluetooth (1840)
- Cupid and the Water-Sprite (1845, Leipzig Museum)
- Family of a Wood-God
- La Bataille de Grathe Hede